# Острів Гардінерс
Острів Гардінерс — невеликий острів у місті Іст-Гемптон, штат Нью-Йорк, в окрузі Східний Саффолк . Він розташований у затоці Гардінерс між двома півостровами на східній частині Лонг-Айленда. 
Острів належить родині Гардінер та їхнім нащадкам уже майже 400 років, відколи був придбаний Лайоном Гардінером. Маючи площу 13.42, це один із найбільших приватних островів у Сполучених Штатах.